# Sulica (Karkonosze)
Sulica (niem. Molkenberg, 942 m n.p.m.) – szczyt w Karkonoszach, w obrębie Lasockiego Grzbietu.
Położony w północnej części Lasockiego Grzbietu, w bocznym ramieniu, odchodzącym od Łysociny ku północnemu wschodowi. Na północy Sulica łączy się przez Przełęcz Kowarską z Rudnikiem, pierwszym szczytem Rudaw Janowickich. Na wschód opada do Rozdroża Kowarskiego, gdzie graniczy ze wzgórzami Bramy Lubawskiej.
Masyw zbudowany ze skał metamorficznych wschodniej osłony granitu karkonoskiego – głównie gnejsów i łupków łyszczykowych z wkładkami amfibolitów i wapieni krystalicznych (marmurów).
Wierzchołek i stoki porośnięte górnoreglowymi lasami świerkowymi.
Wschodnimi zboczami pnie się szosa z Przełęczy Kowarskiej na Rozdroże Kowarskie, schodząca następnie przez Jarkowice i Miszkowice do Lubawki. Od Rozdroża Kowarskiego odchodzi szosa na Przełęcz Okraj wspinając się południowymi zboczami Sulicy. Wszystkie szosy charakteryzują się ostrymi zakrętami - serpentynami.
Północno-zachodnim zboczem biegnie  żółty szlak turystyczny z Przełęczy Kowarskiej na Przełęcz Okraj. Południowym zboczem biegnie  zielony szlak z Lubawki przez Rozdroże Kowarskie na Rozdroże pod Sulicą.
Na stoku Sulicy, przy drodze biegnącej z Rozdroża pod Sulicą nad Doliną Jeleniego Potoku znajduje się kamień z inskrypcją upamiętniającą nagłą śmierć w tym miejscu kamiennogórskiego nauczyciela Adolfa Rotha: “Dem treuen Freund unserer heimischen Berge Adolf Roth *20.12.1874. †13.02.1927. R.G.V. Ortsgr. Landeshut”  (Wiernemu przyjacielowi naszych ojczystych gór Adolfowi Rothowi, ur. 20.12.1874, zm. 13.02.1927, Towarzystwo Karkonoskie Sekcja Kamienna Góra).